# Poésies (Rimbaud)
Pour les articles homonymes, voir Poésies.
Poésies et Poésies complètes sont les titres des deux premiers recueils des poèmes d'Arthur Rimbaud, majoritairement constitués de poèmes composés en 1870 et 1871, publiés respectivement en 1891 et 1895 (l'auteur, mort en 1891, n'y a pas contribué, et ne s'est du reste plus intéressé à son œuvre poétique après 1875). Poésies (sous le titre Reliquaire. Poésies) a été publié en 1891 par l'éditeur Léon Genonceaux, avec une préface de Rodolphe Darzens ; Poésies complètes a été publié en 1895 par l'éditeur Léon Vanier, avec une préface de Paul Verlaine et des notes de l'éditeur. 
Dans certaines éditions ultérieures, le titre « Poésies » désigne plus spécifiquement les poèmes de la première période, composés en 1870 et 1871, de facture formelle classique, à l'exclusion donc des poèmes de 1872, regroupés rétrospectivement sous l'appellation « Derniers vers » ou « Vers nouveaux et chansons », marquant une rupture stylistique.

## Publication

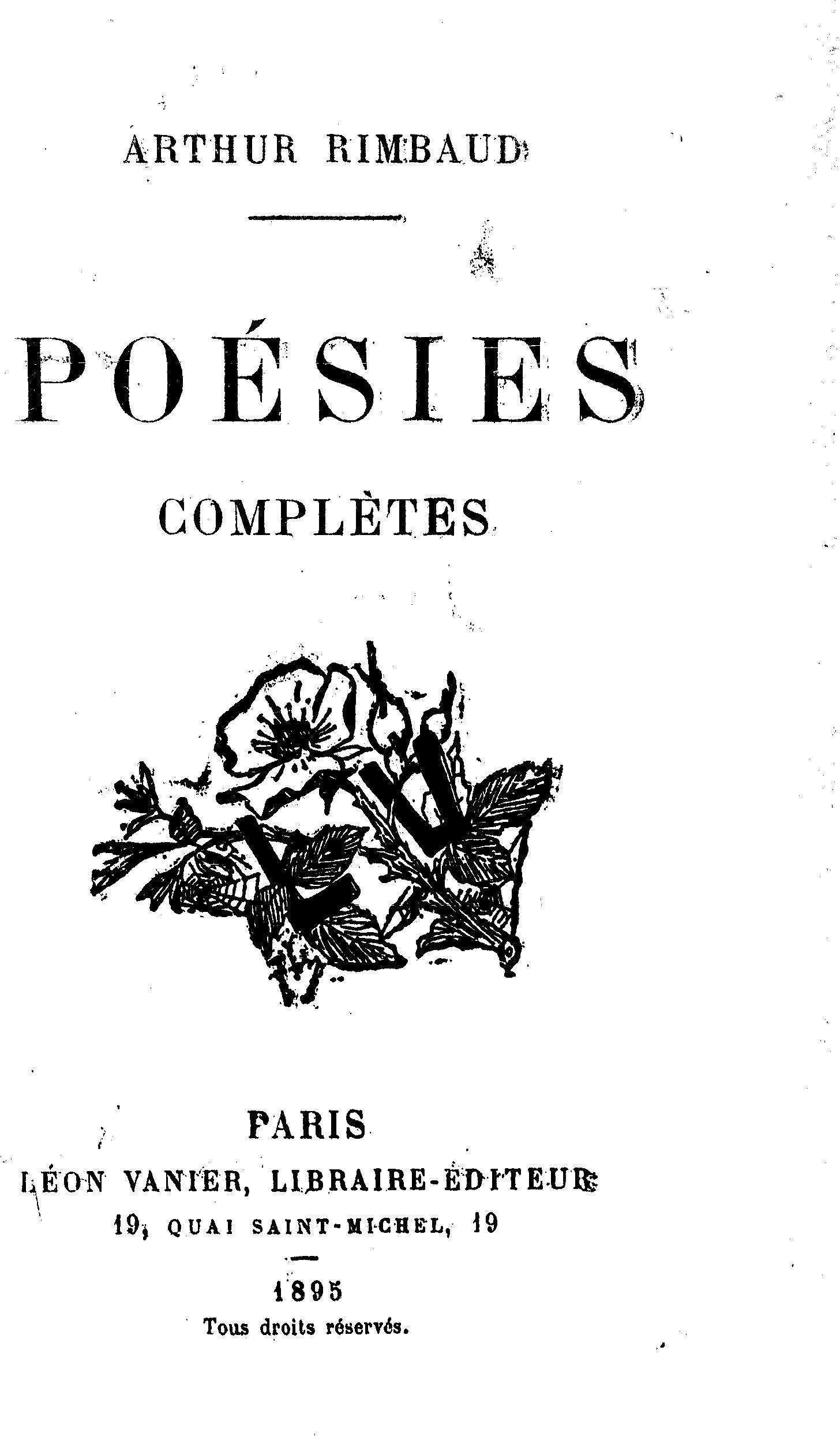
Couverture de la 1re édition des Poésies complètes (1895).

Les seuls poèmes publiés pendant la « vie littéraire » de Rimbaud furent : « Les Étrennes des orphelins » (La revue pour tous, 2 janvier 1870), « Première soirée » (La Charge, 13 août 1870, sous le titre « Trois baisers ») et « Les Corbeaux » (La renaissance littéraire et artistique, 14 septembre 1872).
Le premier recueil de ses poèmes fut publié en 1891 sous le titre Le Reliquaire – Poésies à l'initiative de Rodolphe Darzens (éd. Léon Genonceaux) pendant que Rimbaud agonisait à Marseille. Ce recueil comprend majoritairement des poèmes de 1870-1871, mais aussi quelques poèmes de 1872 (« Entends comme brame… », « Âge d'or », « Éternité », « Michel et Christine »), et plusieurs poèmes dont l'attribution à Arthur Rimbaud a par la suite été controversée et finalement abandonnée (« Poison perdu », « Le Limaçon », « Doctrine », « Les Cornues »). Les Illuminations et Une saison en enfer ne font pas partie de ce recueil. 
Un autre recueil parut en 1895 sous le titre Poésies complètes, avec une préface de Paul Verlaine (éd. Léon Vanier). Ce recueil comporte de même une majorité de poèmes de 1870-1871, et quelques poèmes de 1872, quoique différents (« Entends comme brame… », « Patience / Bannières de mai », « Jeune ménage », « Mémoire », « Est-elle almée ?… », « Fêtes de la faim »), mais aussi cinq poèmes issus des Illuminations, non publiés dans l'édition de 1886 et retrouvés ensuite par Charles de Sivry (« Fairy », « Guerre », « Génie », « Jeunesse », « Solde »), tandis qu'un des poèmes à l'attribution douteuse a été conservé (« Poison perdu »). Ainsi, contrairement à ce que son titre suggère, ce recueil était loin d'être complet, même en s'en tenant aux poèmes d'ores et déjà répertoriés à sa parution. 
Parmi les poèmes de 1870-1871 connus et désormais regroupés sous le nom « Poésies », manquent à Poésies complètes : « Ce qu'on dit au poète à propos de fleurs », « Les douaniers », « Les mains de Jeanne-Marie » (retrouvé en 1919), « Les sœurs de charité », « L'étoile a pleuré rose », « L'homme juste ».
Manquent à Poésies : « Les étrennes des orphelins », « Les corbeaux ».

## Contenu
| Poésies (1891)                              | Poésies complètes (1895)                    |
| ------------------------------------------- | ------------------------------------------- |
| « Les réparties de Nina »                   | « Les Étrennes des orphelins »              |
| « Vénus Anadyomène »                        | « Voyelles »                                |
| « Morts de quatre-vingt-douze… »            | « Oraison du soir »                         |
| « Première soirée »                         | « Les Assis »                               |
| « Sensation »                               | « Les Effarés »                             |
| « Bal des pendus »                          | « Les Chercheuses de poux »                 |
| « Les Effarés »                             | « Le Bateau ivre »                          |
| « Roman »                                   | « Les premières communions »                |
| « Rages de Césars »                         | « L'orgie parisienne ou Paris se repeuple » |
| « Le Mal »                                  | « Accroupissements »                        |
| « Ophélie »                                 | « Les pauvres à l'église »                  |
| « Le Châtiment de Tartufe »                 | « Ce qui retient Nina »                     |
| « À la musique »                            | « Vénus Anadyomène »                        |
| « Le Forgeron »                             | « Morts de quatre-vingt-douze… »            |
| « Soleil et chair »                         | « Comédie en trois baisers »                |
| « Le Dormeur du val »                       | « Sensation »                               |
| « Au Cabaret-vert, cinq heures du soir »    | « Bal des pendus »                          |
| « La Maline »                               | « Roman »                                   |
| « L'Éclatante Victoire de Sarrebrück »      | « Rages de Césars »                         |
| « Rêvé pour l'hiver                         | « Le Mal »                                  |
| « Le Buffet »                               | « Ophélie »                                 |
| « Ma Bohème »                               | « Le Châtiment de Tartufe »                 |
| « Entends comme brame… »DV                  | « À la musique »                            |
| « Chant de guerre parisien »                | « Le Forgeron »                             |
| « Mes petites amoureuses »                  | « Soleil et chair »                         |
| « Accroupissements »                        | « Le Dormeur du val »                       |
| « Les Poètes de sept ans »                  | « Au Cabaret-vert, cinq heures du soir »    |
| « Les Pauvres à l'église »                  | « La Maline »                               |
| « Le cœur du Pitre »                        | « L'éclatante victoire de Sarrebruck »      |
| « Âge d'or »DV                              | « Rêvé pour l'hiver »                       |
| « Éternité »DV                              | « Le Buffet »                               |
| « Michel et Christine »DV                   | « Ma Bohème »                               |
| « Voyelles »                                | « Entends comme brame… »DV                  |
| « Le Bateau ivre »                          | « Chant de guerre parisien »                |
| « Les Assis »                               | « Mes petites amoureuses »                  |
| « Oraison du soir »                         | « Les Poètes de sept ans »                  |
| « Les Chercheuses de poux »                 | « Le cœur volé »                            |
| « Les Premières Communions »                | « Tête de faune »                           |
| « Tête de faune »                           | « Poison perdu »AD                          |
| « L'Orgie parisienne ou Paris se repeuple » | « Les Corbeaux »                            |
| « Poison perdu »AD                          | « Patience »DV                              |
| « Les Corbeaux »                            | « Jeune ménage »DV                          |
| « Le Limaçon »AD                            | « Mémoire »DV                               |
| « Doctrine »AD                              | « Est-elle almée ?... »DV                   |
| « Les Cornues »AD                           | « Fêtes de la faim »DV                      |

DV : Poèmes de 1872, regroupés dans la plupart des éditions actuelles dans un ensemble intitulé « Derniers vers » ou « Vers nouveaux et chansons ».
AD : Attribution douteuse (controversée ou définitivement remise en cause).
Comme indiqué précédemment, Poésies complètes comporte en plus cinq poèmes des Illuminations, regroupés dans une section « Prose » :
- « Fairy »
- « Guerre »
- « Génie »
- « Jeunesse »
- « Solde »